# Allkaruen
Allkaruen koi
Genre
Espèce
Allkaruen (littéralement « cerveau ancien ») est un genre de ptérosaure rhamphorhynchoïde provenant de la Formation Cañadón Asfalto (en) du Toarcien du Jurassique inférieur, en Argentine. Il contient une seule espèce : Allkaruen koi.

## Description

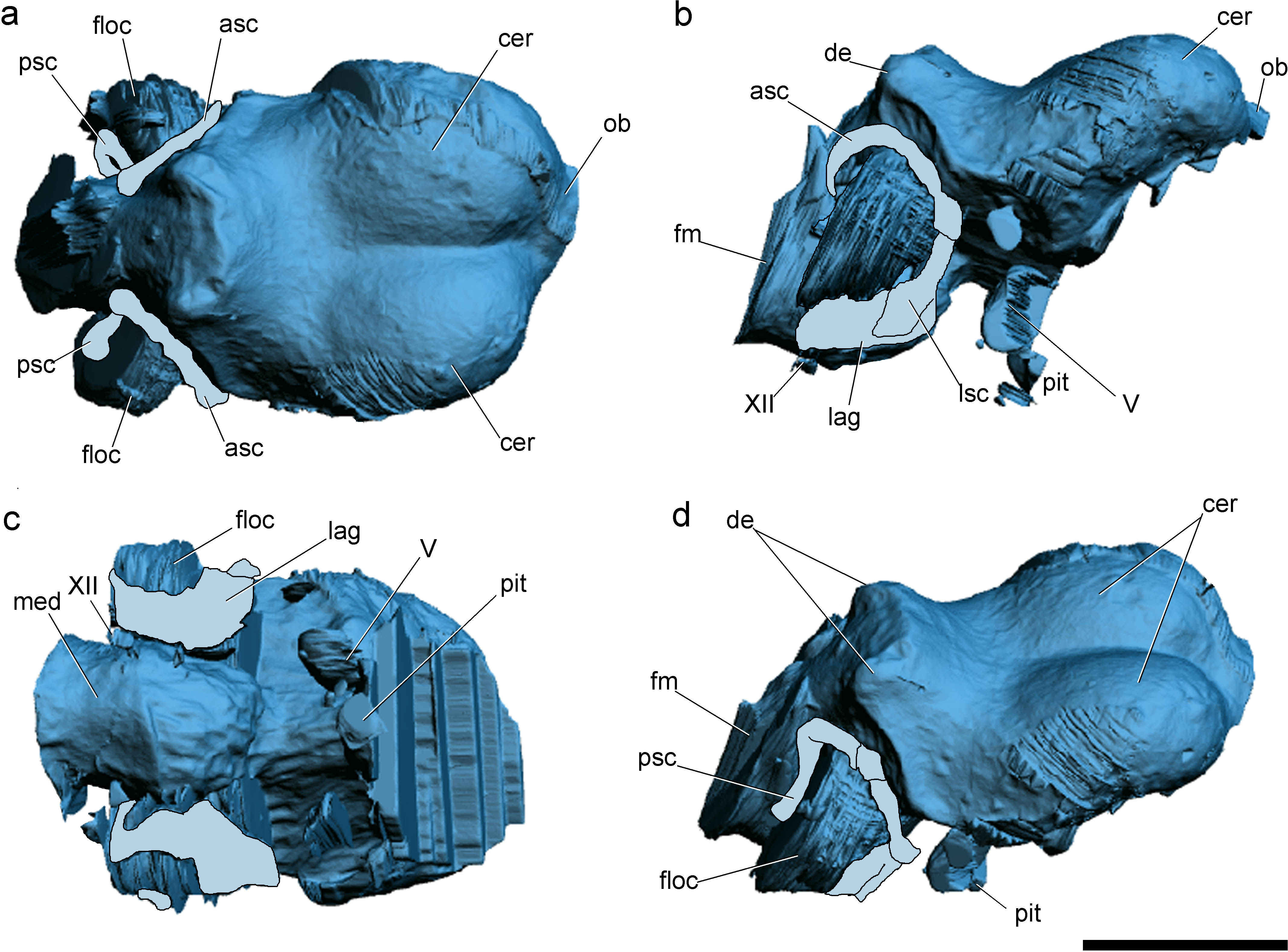
Endocaste du cerveau de Allkaruen

Comme l’a révélé un CT-scan, la boîte crânienne d’Allkaruen présente un ensemble unique de caractéristiques intermédiaires entre les ptérosaures plus basaux comme Rhamphorhynchus et les ptérosaures ptérodactyloïdes plus dérivés comme Anhanguera. Ces caractéristiques incluent la position du canal semi-circulaire antérieur de l’oreille interne, les orientations relatives de l’occiput et du condyle occipital, les positions relatives des bords latéraux du flocculus et des hémisphères cérébraux, le rapport entre la longueur du cerveau et la hauteur du cerveau postérieur. En outre, les orientations relatives de l’os frontal et du canal semi-circulaire latéral sont plus proches de Rhamphorhynchus que de Anhanguera, tandis que les lobes optiques sont positionnés plus bas que le cerveau antérieur, comme chez les ptérodactyloïdes,. Cette combinaison unique de caractères indique que l’anatomie de la boîte crânienne chez les ptérodactyloïdes a évolué par évolution en mosaïque.
Les pariétaux d’Allkaruen étaient longs, représentant 60 % de la longueur des frontaux ; les frontaux eux-mêmes étaient larges, plats et fortement pneumatisés. La mâchoire inférieure mesurait environ 3,5 fois la longueur de la portion préservée du crâne, et elle était recourbée vers le haut à son extrémité. Le dentaire portait quatre ou cinq alvéoles dans sa moitié antérieure, remplacées par une rainure dans la moitié postérieure – une combinaison unique parmi les ptérosaures.
Allkaruen était un petit ptérosaure. Le spécimen holotype aurait été un adulte, puisque son crâne était entièrement fusionné.

## Découverte et dénomination
L’holotype d’Allkaruen se compose d’une boîte crânienne (MPEF-PV 3613), d’une mandibule (MPEF-PV 3609) et d’une vertèbre cervicale (MPEF-PV 3615) ; une autre vertèbre cervicale similaire (MPEF-PV 3616) a également été attribuée au genre. Ces éléments ont été découverts en 2000 dans la Formation Cañadón Asfalto (en), à Cerro Cóndor, Chubut, en Argentine, datée du Toarcien moyen à supérieur (179,17 ± 0,12 à 178,07 ± 0,21 millions d’années), bien que des estimations antérieures aient suggéré un âge bathonien précoce,. D’autres éléments, principalement désarticulés et constitués de divers os des membres ainsi que d’une autre mandibule, ont aussi été trouvés sur le site,.
Le nom Allkaruen est d’origine tehuelche, dérivé de all (« cerveau ») et karuen (« ancien »). Le nom spécifique, koi, provient du mot tehuelche pour « lac », en référence au fait que le site de la découverte était autrefois un lac salé,.

## Classification
En 2016, deux analyses phylogénétiques ont été menées à partir de la base de données utilisée pour la description de Darwinopterus afin de déterminer la position phylogénétique d’Allkaruen. Une analyse était limitée à la boîte crânienne de l’holotype, alors que l’autre incluait également la mandibule et les vertèbres cervicales de l’holotype. Allkaruen a été systématiquement retrouvé comme le taxon frère des Monofenestrata ; le consensus des 360 arbres les plus parcimonieux est présenté ci-dessous :
|  | Nesodactylus    |
|  |                 |
|  | Rhamphorhynchus |
|  |                 |
|  | Cacibupteryx    |
|  |                 |

|  | Sordes        |
|  |               |
|  | Scaphognathus |
|  |               |

|  | \| \| Darwinopterus \| \| \| \| \| \| Wukongopterus \| \| \| \| |
|  |                                                                 |
|  | Pterodactyloidea                                                |
|  |                                                                 |
|  | Darwinopterus                                                   |
|  |                                                                 |
|  | Wukongopterus                                                   |
|  |                                                                 |

|  | Darwinopterus |
|  |               |
|  | Wukongopterus |
|  |               |

|  | \| \| Darwinopterus \| \| \| \| \| \| Wukongopterus \| \| \| \| |
|  |                                                                 |
|  | Pterodactyloidea                                                |
|  |                                                                 |
|  | Darwinopterus                                                   |
|  |                                                                 |
|  | Wukongopterus                                                   |
|  |                                                                 |

|  | Darwinopterus |
|  |               |
|  | Wukongopterus |
|  |               |

|  | Nesodactylus    |
|  |                 |
|  | Rhamphorhynchus |
|  |                 |
|  | Cacibupteryx    |
|  |                 |

|  | Sordes        |
|  |               |
|  | Scaphognathus |
|  |               |

|  | \| \| Darwinopterus \| \| \| \| \| \| Wukongopterus \| \| \| \| |
|  |                                                                 |
|  | Pterodactyloidea                                                |
|  |                                                                 |
|  | Darwinopterus                                                   |
|  |                                                                 |
|  | Wukongopterus                                                   |
|  |                                                                 |

|  | Darwinopterus |
|  |               |
|  | Wukongopterus |
|  |               |

|  | \| \| Darwinopterus \| \| \| \| \| \| Wukongopterus \| \| \| \| |
|  |                                                                 |
|  | Pterodactyloidea                                                |
|  |                                                                 |
|  | Darwinopterus                                                   |
|  |                                                                 |
|  | Wukongopterus                                                   |
|  |                                                                 |

|  | Darwinopterus |
|  |               |
|  | Wukongopterus |
|  |               |

Dans leur description de Ceoptera en 2024, Martin-Silverstone et al. ont trouvé des preuves raisonnables, dans leurs analyses phylogénétiques, suggérant qu’Allkaruen représente en réalité le plus ancien membre connu des Darwinoptera au sein des Monofenestrata. Ils ont également redéfini le clade Darwinoptera comme comprenant tous les taxons plus étroitement liés au clade contenant Allkaruen koi et Cuspicephalus scarfi qu’à Quetzalcoatlus. Leurs résultats sont présentés dans le cladogramme ci-dessous :
|  | Changchengopterus |
|  |                   |
|  | Kunpengopterus    |
|  |                   |
|  | Wukongopterus     |
|  |                   |
|  | Darwinopterus     |
|  |                   |
|  | Kryptodrakon      |
|  |                   |
|  | Cuspicephalus     |
|  |                   |
|  | Allkaruen         |
|  |                   |
|  | Ceoptera          |
|  |                   |

|  | Pterodactylus                             |
|  |                                           |
|  | \| \| Derived pterodactyloids \| \| \| \| |
|  |                                           |
|  | Derived pterodactyloids                   |
|  |                                           |

|  | Derived pterodactyloids |
|  |                         |

|  | Pterodactylus                             |
|  |                                           |
|  | \| \| Derived pterodactyloids \| \| \| \| |
|  |                                           |
|  | Derived pterodactyloids                   |
|  |                                           |

|  | Derived pterodactyloids |
|  |                         |

|  | Changchengopterus |
|  |                   |
|  | Kunpengopterus    |
|  |                   |
|  | Wukongopterus     |
|  |                   |
|  | Darwinopterus     |
|  |                   |
|  | Kryptodrakon      |
|  |                   |
|  | Cuspicephalus     |
|  |                   |
|  | Allkaruen         |
|  |                   |
|  | Ceoptera          |
|  |                   |

|  | Pterodactylus                             |
|  |                                           |
|  | \| \| Derived pterodactyloids \| \| \| \| |
|  |                                           |
|  | Derived pterodactyloids                   |
|  |                                           |

|  | Derived pterodactyloids |
|  |                         |

|  | Pterodactylus                             |
|  |                                           |
|  | \| \| Derived pterodactyloids \| \| \| \| |
|  |                                           |
|  | Derived pterodactyloids                   |
|  |                                           |

|  | Derived pterodactyloids |
|  |                         |